# Джиграшени (Тетрицкаройский муниципалитет)
Джиграшени (груз. ჯიგრაშენი) — село в Грузии, на территории Тетрицкаройского муниципалитета края (мхаре) Квемо-Картли.

## География
Село находится в юго-восточной части Грузии, на левом берегу реки Асланки (бассейн реки Храми), на расстоянии приблизительно 8 километров (по прямой) к западу от города Тетри-Цкаро, административного центра муниципалитета. Абсолютная высота — 1179 метров над уровнем моря.

## Население
По результатам официальной переписи населения 2014 года в Джиграшени проживало 100 человек (47 мужчин и 53 женщины). В национальной структуре населения грузины составляли 80 %, азербайджанцы — 11 %.
| Год  | Население, человек |
| ---- | ------------------ |
| 2002 | 44                 |
| 2014 | ↗ 100              |